# Marxología
La marxología es una disciplina intelectual encargada de documentar y definir el pensamiento del filósofo judío alemán Karl Marx, haciendo distinción de las corrientes que se inspiraron y prolongaron su pensamiento (marxismo).
El término «marxología» apareció por primera vez hacia 1920 para definir los esfuerzos del bibliotecólogo David Riazanov del Instituto Marx-Engels de Moscú para publicar las obras completas de Marx y Engels. Otro destacado cultivador de la marxología fue Maximilien Rubel, director de Études de marxologie.